# サウサンプトン級軽巡洋艦
| サウサンプトン級軽巡洋艦 | サウサンプトン級軽巡洋艦 |
| ------------------------ | --- |
| バーミンガム             | |
| 艦級概観                 | |
| 艦種                     | 軽巡洋艦 |
| 艦名                     | |
| 前級                     | アリシューザ級軽巡洋艦 (2代) |
| 次級                     | グロスター級 |
| 性能諸元                 | |
| 排水量                   | 基準：9,100トン 満載：11,540トン |
| 全長                     | 180.32m |
| 水線長                   | 170.07m |
| 全幅                     | 常備：18.79m 満載：18.84m |
| 吃水                     | 5.20m |
| 機関                     | アドミラリティ式重油専焼三胴型水管缶4基 +パーソンズ式ギヤードタービン 4基4軸推進 |
| 最大出力                 | 75,000shp |
| 最大速力                 | 32.0ノット |
| 航続距離                 | 12ノット/12,000海里 |
| 燃料                     | 重油：1,950トン （｢バーミンガム｣｢シェフィールド｣は2,075トン） |
| 乗員                     | 800名 |
| 兵装                     | 15.2cm 50口径 MkXXIII 3連装砲 4基 10.2cm 45口径 MkXVI 連装高角砲 4基 2ポンド4連装ポンポン砲 2基 12.7㎜4連装機銃 2基 53.3cm3連装水上魚雷発射管 2基 射出機 1基 航空機 3機 ～1945年（シェフィールド）： 15.2cm 50口径 MkXXIII 3連装砲 3基 10.2cm 45口径 MkXVI 連装高角砲 4基 2ポンド4連装ポンポン砲 2基 40㎜単装機銃 8基 53.3cm3連装水上魚雷発射管 2基 航空装備なし |
| 装甲                     | 舷側：114mm（機関部・水線部） 甲板：38mm（主甲板） 主砲塔：25mm～51㎜（前盾・側盾・後盾・天蓋） 弾薬庫：114mm（壁面）、25mm（天蓋） |
| レーダー                 | 960型（対空警戒） |
| 航空兵装                 | 水上機：3機 固定式カタパルト：1基 |

サウサンプトン級軽巡洋艦（サウサンプトンきゅうけいじゅんようかん、Southampton Class Light Cruiser）は、イギリス海軍の軽巡洋艦の艦級。イギリス海軍が1936年に締結した第二次ロンドン海軍軍縮条約に基いて竣工させた艦級であり、グロスター級、エディンバラ級と共にタウン級軽巡洋艦のサブクラスと見なされる場合もある。

## 概要

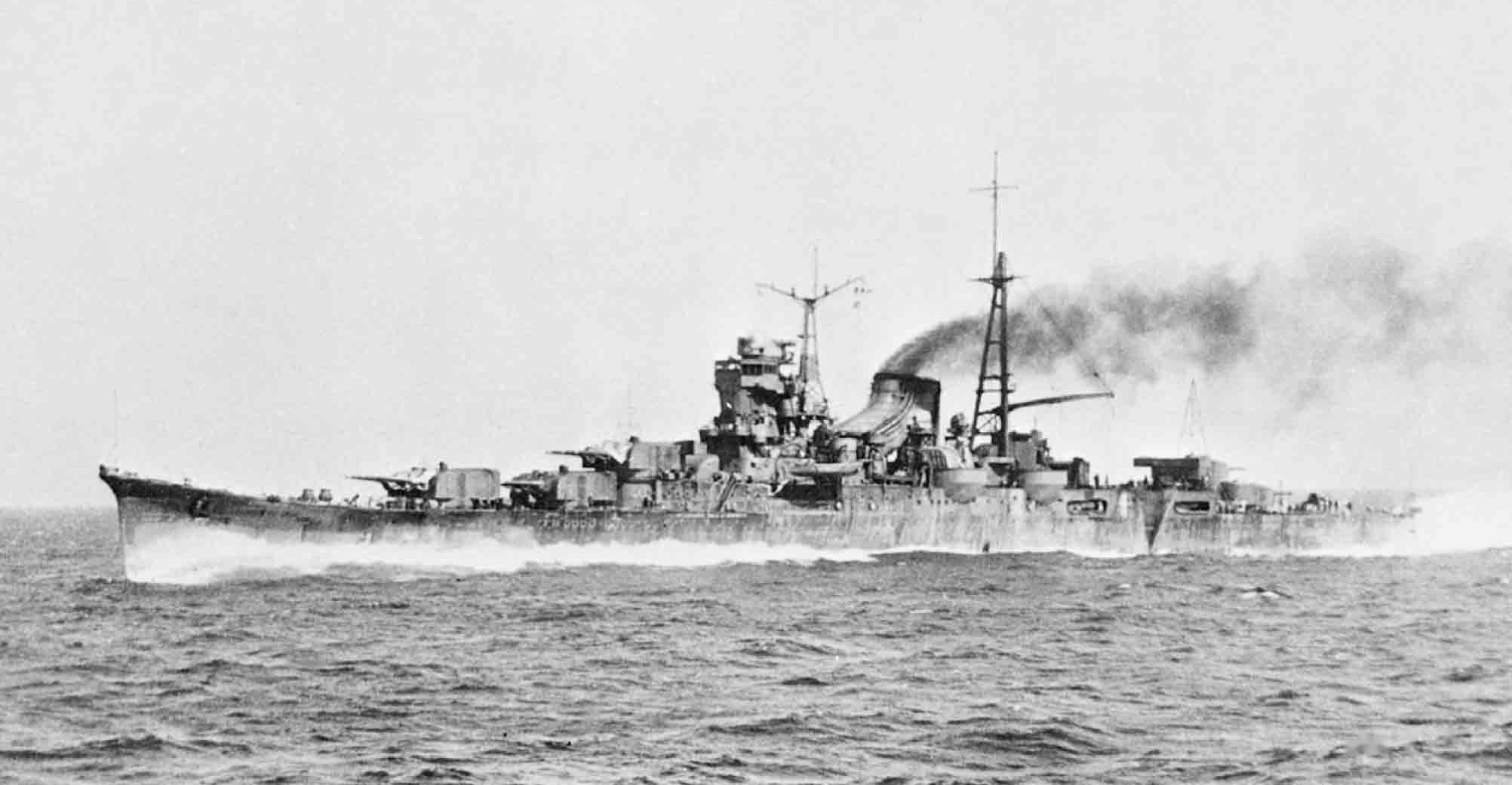
写真は日本海軍の最上型軽巡洋艦最上。条約排水量を超過した設計で、15.5cm砲を15門も搭載できた。

第二次ロンドン海軍軍縮会議以降に日本海軍が建造した15.5cm砲を15門も持つ最上型軽巡洋艦に対抗すべく小型・多数をドクトリンとするイギリス海軍も大型の軽巡洋艦を建造する方針に切り替えた。これがタウン級グループである。本級は第一グループとして1933年～1934年に一挙5隻が建造された。本級の特色として既存の軽巡洋艦の主砲は6～8門であった所を1.5倍の12門に火力を増強したが、前級までに採用されていた連装砲塔なら6基が必要となって艦形の大型化を招くために新設計の三連装砲塔で4基を搭載した。防御面においても対15.2cm砲防御を念頭に置いて設計され、機関区の水線部舷側防御は最厚部で114mmに達した。また、水上機の索敵能力も強化すべく露天で1機搭載していた水上機を専用の格納庫で整備できるようにしてあった。しかし、排水量に比較して要求性能が過大で余裕がない設計であったため、戦況の悪化に伴う対空火器の増加を補うために主砲塔1基を下ろさなければならなかった。
日米対抗艦より3連装砲塔が1基少ないがそれでも攻防力と航洋性に優れ、以後のイギリス巡洋艦の原型になった。大戦中の喪失を除き、全艦1950年代まで艦隊で使用された。

## 艦形

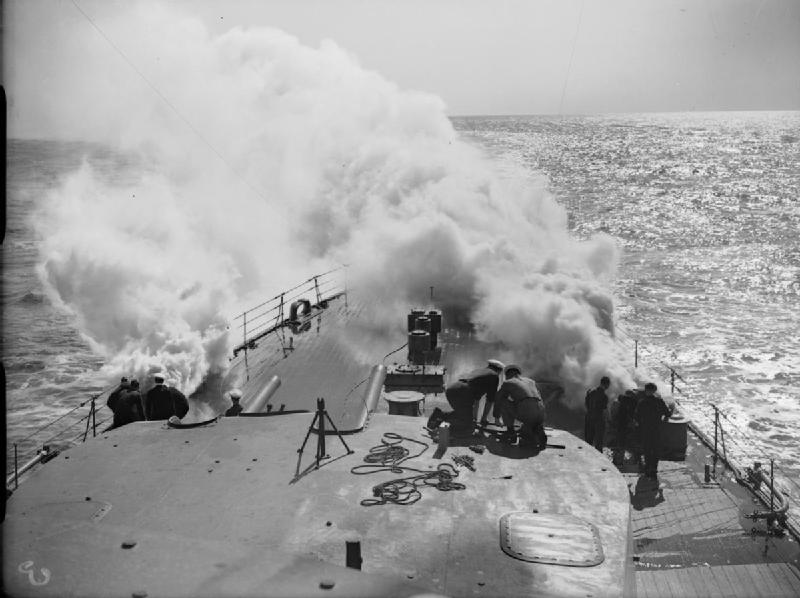
シェフィールド。外洋での本級の凌波性が良く判る写真。

サウサンプトン級の基本デザインはリアンダー級の拡大型として設計を一新しており、艦首乾舷の高い長船首楼型船体を採用している。軽いシア（反り返り）の付いた艦首甲板から15.2cm速射砲を三連装に収めた主砲塔を背負い式で2基、船体に比して大型の塔型艦橋と軽量な三脚型の前部マストが立つ。

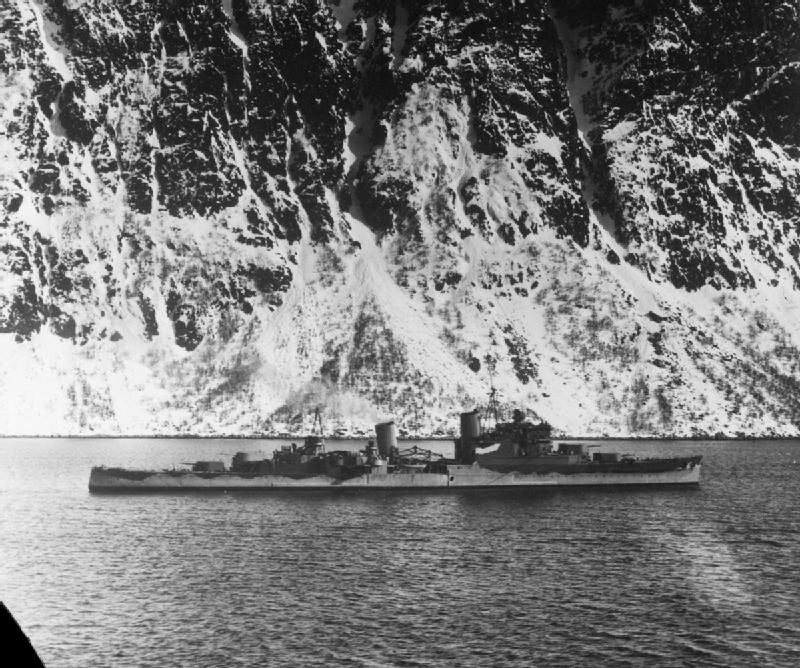
サウサンプトン。

機関のシフト配置のために2本煙突は前後に大きく離され、その間は水上機施設となっており、1番煙突の基部は水上機格納庫となっており、中央甲板上に中心に対して直角に埋め込まれたカタパルトを挟んで2番煙突の基部にクレーンが片舷1基ずつ計2基が配置された。これにより舷側甲板上に配置された艦載艇置き場の艦載艇と水上機は運用された。
2番煙突の後方は対空火器が集中しており、10.2cm高角砲を連装砲架で片舷2基ずつ計4基を配置し、その下部の舷側甲板上に53.3cm魚雷発射管が三連装で片舷1基ずつ計2基配置された。後部見張所を基部として単脚式の後部マストが1本立つ。後部甲板上に3番・4番15.2cm三連装砲塔が後向きで2基が背負い式配置された。

## 武装

### 主砲

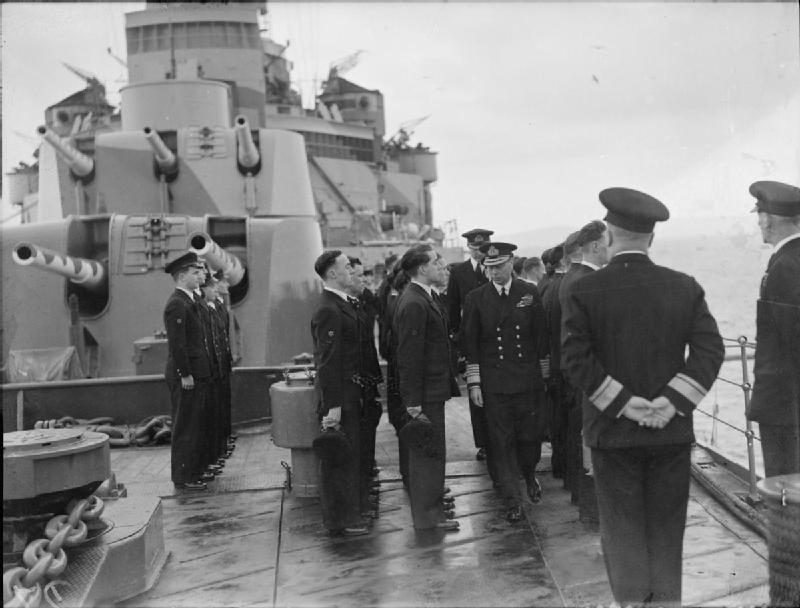
グラスゴーの艦首側主砲塔。

サウサンプトン級の主砲は新設計の「Mark XXIII 15,2cm（50口径）速射砲」である。サウサンプトン級はイギリス海軍の巡洋艦では初の三連装砲塔を採用したが、三連装砲塔自体はイギリス海軍のネルソン級戦艦ですでに採用されていたが、本給の物は3門の砲身のうち中央部の砲身が奥まった特徴的な設計であった。これは各砲の発射衝撃が互いに干渉し合い、散布界を広めてしまう欠点に対応しようとしたものと考えられている。その性能は同世代の連合側では軽い50.8kgの砲弾と最大射程23,300m（仰角45度）という比較的平凡なものである。俯仰能力は仰角45度、俯角5度である。各砲塔は単体首尾線方向を0度として左右150度の射界を確保する。発射速度は毎分8発であるが実用上は6発程度であった。

### 備砲、魚雷兵装

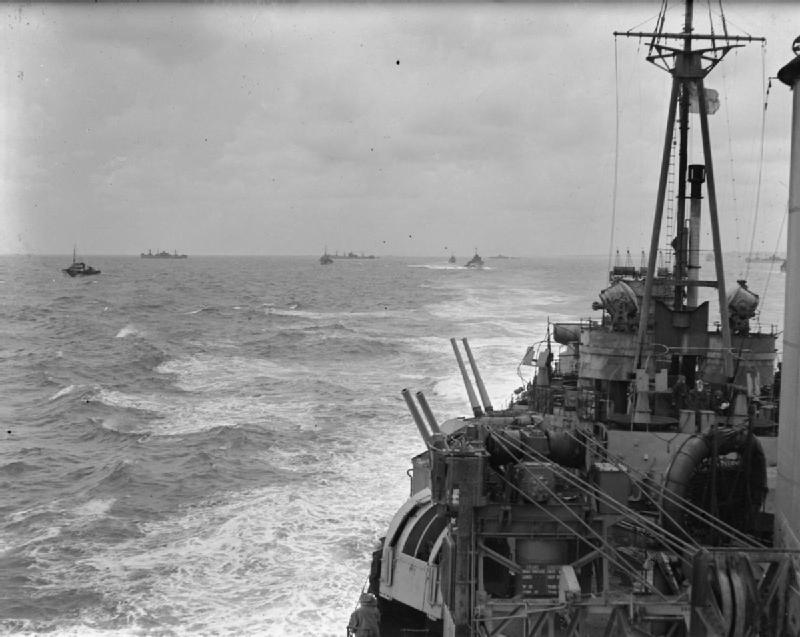
写真は舷側に2基配置された10.2cm（50口径）連装高角砲。

高角砲は1930年型 10.2cm（50口径）高角砲を引き続き採用している。15.9 kgの砲弾を仰角45度で18,150m、最大仰角80度で11,890mの高度まで到達できた。左右方向に170度旋回でき、俯仰は仰角80度、俯角10度であった。発射速度は毎分15発だった。これを連装砲架で4基8門を搭載した。他に4cm（39口径）ポンポン砲を四連装砲架で2基、12,7mm（62口径）機銃を四連装砲架で2基搭載した。魚雷兵装は53,3cm三連装魚雷発射管を片舷1基ずつ計2基装備した。

## 機関
機関はアドミラルティ三胴式重油専焼水管缶4基にパーソンズ式オール・ギヤードタービン4基4軸と組み合わせて最大出力72,500shp、最大速力32.0ノットを発揮した。機関配置は主缶を2基ずつを前後に別けて配置するシフト配置を採用しており、そのために煙突の前後が広く離れている。出力は75,000馬力だが船体形状の改良により速力32ノットを発揮し、速力12ノットで12,000海里を航行することが出来た。

## 同型艦
- サウサンプトン
- バーミンガム
- グラスゴー
- ニューカッスル
- シェフィールド